# Sophie Thompson
Pour les articles homonymes, voir Thompson.
Sophie Thompson, née le 20 janvier 1962 à Londres, en Angleterre, au (Royaume-Uni), est une actrice britannique
Elle est également la sœur de l’actrice Emma Thompson. 
Elle est connue avant tout pour son rôle de Lydia, la deuxième mariée, dans le film Quatre mariages et un enterrement. 

## Filmographie

### Cinéma
- 1982 : Drôle de missionnaire : la fille en mission
- 1991 : Twenty-One : Francesca
- 1994 : Quatre Mariages et un enterrement : Lydia, la deuxième mariée
- 1995 : Mr Bean: Torvill and Bean : la petite-amie
- 1996 : Emma, l'entremetteuse : Mlle Bates
- 1998 : Les Moissons d'Irlande : Rose Mundy
- 2000 : Stars in Love : Dora Moxton
- 2001 : Gosford Park : Dorothy
- 2002 : Nicholas Nickleby : Mlle Lacreevy
- 2004 : Fat Slags : Tracey
- 2009 : Morris: A Life with Bells On : Glenda
- 2010 : Mange, prie, aime : Corella
- 2010 : Harry Potter et les Reliques de la Mort : Mafalda Hopkirk
- 2011 : Bienvenue à Monte-Carlo : une enchérisseuse
- 2012 : National Theatre Live: She Stoops to Conquer : Mme Hardcastle
- 2012 : Keaton Henson: You Don't Know How Lucky You Are : la Lady
- 2014 : Mohammed : Emily
- 2018 : The Importance of Being Earnest : Lady Bracknell
- 2019 : Tales from the Lodge : Emma

### Télévision
- 1978 : A Traveller in Time : Penelope (5 épisodes)
- 1979 : Secret Orchards : Diana et Shrimpy
- 1980 : La Maison de tous les cauchemars : la première fille (1 épisode)
- 1987 : Casualty : Judy Wilson (1 épisode)
- 1992 : Les Souvenirs de Sherlock Holmes : Agatha (1 épisode)
- 1992 : Phil Cool : la femme (4 épisodes)
- 1994-1995 : Nelson's Column : Claire Priddy (12 épisodes)
- 1997-1998 : Blind Men : Caroline Holdcroft (6 épisodes)
- 2000 : Masterpiece : Mme Perks (1 épisode)
- 2001 : Lee Evans: So What Now? : Heather (8 épisodes)
- 2003 : Jonathan Creek : Dorothy Moon (1 épisode)
- 2006 : Inspecteur Barnaby : Lettres mortelles  (saison 9 épisode 2)  : April Gooding
- 2006 : Doctors : Rachel Barton (1 épisode)
- 2006 : A Harlot's Progress : Jane Hogarth
- 2006-2007 : EastEnders : Stella (87 épisodes)
- 2007 : A Room with a View : Charlotte Bartlett
- 2009 : Doc Martin (en) : Tasha (1 épisode)
- 2009 : Big Top : Helen (3 épisodes)
- 2010 : Hercule Poirot : Le Crime d'Halloween  (saison 12 épisode 3)  : Mme Reynolds
- 2012 : Love Life : Penny (3 épisodes)
- 2012 : The Borgias : la servante de Catherina (1 épisode)
- 2013 : Lightfields : Lorna Felwood (5 épisodes)
- 2014 : Meurtres au paradis : Le Trouble-fête  (saison 3 épisode 1)  : Angela Birkett
- 2014-2017 : Detectorists : Sheila (16 épisodes)
- 2014 : Inside No. 9 : Jan (1 épisode)
- 2014 : Flics toujours : Ruth Shireen (1 épisode)
- 2016 : Jericho : Lizzie Capstick (8 épisodes)
- 2017 : Bounty Hunters : Fiona Walker (5 épisodes)
- 2018 : Coronation Street : Rosemary Piper (14 épisodes)
- 2020-2021 : Feel Good : Maggie (saison 1 & saison 2)
- 2020-2021 : Sex Education : maman de Lily / sage-femme (saison 3)
- 2022 : The Flatshare : Katherine
- 2023 : Silo : Gloria Hildebrandt